# Тунтул, Иван Яковлевич
Иван Яковлевич Тунтул (Янис Тунтулис, латыш. Jānis Tuntulis; 1892, Венденский уезд Лифляндской губернии — 25.05.1938, Хабаровск) — советский партийный и государственный деятель.

## Биография
Латыш.

С 15-летнего возраста занимался революционной деятельностью. Состоял в партии в 1907—1928 и в 1930—1935. Вел революционную работу в Латвии и на Урале, куда был отправлен в ссылку.
В октябре 1917 г. активный участник установления советской власти в Екатеринбурге (зам. председателя ВРК). Член Екатеринбургского губкома.
В 1918 выступал против создания Татаро-Башкирской АССР.
Аргументы были следующие:
- в хозяйственном отношении Урало-Поволжье имеет общероссийское значение и создание автономии разрушит производственные и торговые связи края, ударив по экономике России в целом
- нет этнический основы, ибо татаро-башкирское население не составляет большинства в регионе
- татаро-башкирский пролетариат в культурно-политическом отношении очень слаб, не способен ни контролировать, ни управлять экономической и политической жизнью края
- это попустительство интересам национальной буржуазии.

Тунтул изложил Ленину мнение Уральского облисполкома. На все аргументы по поводу того, что выделение автономий разрушит производственную основу промышленности Урала, Ленин, по воспоминаниям одного из участников этой беседы, ответил: «Подумать надо крепко, т. Тунтул. Подумать. Конечно, важно, чтобы не была разорвана связь с промышленностью, но не крепче ли будет эта связь, когда по национальному вопросу мы будем поступать так, как это говорит наша программа, программа нашей партии?..»
В 1920—1922 секретарь Уральского бюро ЦК РКП(б). В 1922—1927 на партийной работе в Петрограде.
16.3.1921 — 27.3.1922 член ЦК РКП(б). С 27 февраля по 27 марта 1922 кандидат в члены Оргбюро ЦК (введен согласно постановлению Политбюро). Делегат 6,9,10,11,12 съездов РКП(б).
В 1925 примыкал к «новой оппозиции». В 1928 исключен из партии как активный троцкист. В 1930 восстановлен.
в 1928—1930 председатель правления хабаровского краевого книжного издательства, в 1930—1931 зам. председателя Дальневосточного комитета Севера.
В 1931—1933 секретарь Корякского окружкома и ответственный секретарь Организационного бюро Дальневосточного комитета ВКП(б) по Корякскому национальному округу.
С 1935 безработный (после повторного исключения из партии). Проживал в Москве.
22.3.1936 арестован. Освобожден, вновь арестован 7 апреля 1937, этапирован в Хабаровск. Приговорен к высшей мере наказания по статье 58 УК РСФСР. Расстрелян 25 мая 1938 года.
 Посмертно реабилитирован 22.09.1960.